# Lake Ohakuri
Der Lake Ohakuri ist ein zum Flusssystem des Waikato River gehörender Stausee auf der Nordinsel von Neuseeland. Er ist der zweite von insgesamt acht Stauseen, die sich zwischen dem Lake Taupō und der Stadt Cambridge auf einem Teilstück des Waikato River aneinanderreihen.

## Namensherkunft
Der Name Ohakuri setzt sich in der Sprache der Māori aus den Wärtern „oha“ für „Andenken“ oder „Erinnerung“ und „kuri“ für „Hund“ zusammen. Damit könnte sich der Name auf einen wertvollen Mantel aus Hundefell beziehen.

## Geographie
Der 12,9 km2 große Lake Ohakuri befindet sich rund 26 km nördlich der Stadt Taupō. Der Stausee besteht aus zwei Armen, dem einen, der sich im Tal des ehemaligen Flussbetts des Waikato River ausdehnt und eine Länge von rund 11 km besitzt und dem zweiten Arm, der aus dem ehemaligen Flussbett des Whirinaki Streams besteht und sich über rund 11 km nach Nordosten in die Berglandschaft hineinschlängelt. Die Breite der Arme variieren zwischen 30 und 880 m, wobei der See an seiner breitesten, wo die beiden Arme aufeinandertreffen, 2030 m misst. Die Höhe des Sees variiert je nach Wasserspiegel zwischen 285,1 m und 287,53 m, bei einer maximalen Seetiefe von 40 m. Sein unmittelbares Wassereinzugsgebiet beträgt 1528 km2.
Zu erreichen ist der Stausee von einer kleinen vom New Zealand State Highway 1 östlich abgehenden Landstraße aus, die direkt zum Staudamm und zum Kraftwerk des Sees führt.
Administrativ zählt der See zur Region Waikato.
Dem Lake Ohakuri folgen nacheinander die Stauseen, Lake Ātiamuri, Lake Whakamaru, Lake Maraetai, Lake Waipapa, Lake Arapuni und Lake Karapiro, der Lake Aratiatia geht ihm voraus.

## Geschichte
Der Stausee sowie das zugehörige Wasserkraftwerk Ohakuri wurde 1961 in Betrieb genommen und wurde für eine Nennleistung von 90 MW ausgelegt.
Der See im Januar/Februar 1961 nur 14 Tagen gefüllt. Dabei wurden zwei Drittel des Geothermalgebietes Orakei Korako überflutet und die beiden Geysire Minquini Geyser und Orakei Korako Geyser gingen für immer verloren.
Der Betreiber des Wasserkraftwerks ist Stand 2020 die mehrheitlich im Staatsbesitz befindliche Firma Mercury NZ Limited.